# کبوتر صلح (مجله)
کبوتر صلح نشریه‌ای بود ادبی-هنری زیر نظر احمد صادق، جهانگیر بهروز و محمدجعفر محجوب که از طرف «بنگاه سپهر» منتشر می‌شد. اولین شمارهٔ «کبوتر صلح» در تاریخ ۱۵ اردی‌بهشت ۱۳۳۰ انتشار یافت.

## زمینه‌های شکل‌گیری
در سال ۱۳۳۰ حکومت شوروی از جنگی فرساینده و نابودکننده پیروزمند و سرفراز بیرون آمده و نیازمند به صلح بود تا طرح‌های اقتصادی و هنریش را به مرحلهٔ اجر گذارد. شوروی پس از چند پیروزی چشمگیر قطب بخش اعظم روشنفکران جهان شده و تصمیم‌گیری‌ها و شعارهایش برای هوادارنش وحی مُنزل محسوب می‌شد و از آن‌جا که در این مقطع تاریخی خواهان صلح و آرامش است؛ این موضع‌گیری شوروی، به‌طور گستره‌ای بر طیف چپ ایران اثر می‌گذارد و آن‌ها نیز مبلغ صلح و متعاقب آن طرفدار هنر و ادبیات رئالیستی سوسیالیستی می‌شوند که مطلقاً ربطی به وضع اجتماعی-اقتصادی ایران ندارد. رئالیسم سوسیالیستی یعنی رئالیسمی که به واقعیات سوسیالیسم واقعاً موجود می‌پردازد؛ این امر ربطی به جامعهٔ نیمهفئودالی-نیمهمستعمرهٔ ایران ندارد؛ ولی رهبران فکری ایران بدون توجه به این امر، شیفته‌وار از هنرمندان ایران می‌خواهند که رئالیستی سوسیالیستی بنویسند.
در پی این سیاست است که نشریات «پیک صلح» (یک شماره در سال ۱۳۲۹)، «ستارهٔ صلح» (پنج شماره) و نشریهٔ ادبی-هنری «کبوتر صلح با همکاری عده‌ای از هنرمندان و دوستداران هنر، زیر نظر احمد صادق، جهانگیر بهروز و محمدجعفر محجوب، از طرف بنگاه سپهر» منتشر می‌شود.

## کبوتر صلح
اولین شمارهٔ «کبوتر صلح» در تاریخ ۱۵ اردی‌بهشت ۱۳۳۰ انتشار می‌یابد و در معرفی خود می‌نویسد: «کبوتر صلح نشریه‌ای است هنری که برای خدمت به صلح و هنر نو، روزهای اول و پانزدهم هر ماه منتشر می‌شود.»
از دیدگاه اما هنر نو از دیدگاه «کبوتر صلح» چگونه هنری است؟
در «کبوتر صلح» می‌خوانیم:
برای مردمی که باید شعر نو را با مضمون نو و مترقی بخوانند باید با زبان خودشان برای آن‌ها شعر سرود، لذا هضم اشعاری چون شعر لاهوتی به‌مراتب آسان‌تر است تا بخواهند از شعر آزاد و شعر جدید. اول مسایل اجتماعی را فراگیرند و سپس و سپس با فرم تازهٔ آن هم آشنا شوند. آنچه امروز وظیفهٔ حتمی ماست، آموختن دانش مبارزه و قیام بر ضد نادرستی‌هاست، نه راهنمایی برای تفنن و ذوق‌بازی ادبی و شعری. همان‌طور که ما فریاد برمی‌آوریم که مردم نان و معارف می‌خواهند نه توپ و بمب اتمی، همان‌طور هم باید بدانیم که در مبارزه، هیجان و تشویق و دانش و حرکت به پیش می‌خواهیم، نه مغازله به سبک نو و در قالب شعر جدید. با مغازله و سبک نو و شعر آزاد جلو بمب اتمی و جنگ را نمی‌شود گرفت… تمام این فرم‌های تازه را می‌توان به عنوان یک طبع‌آزمایی و تفنن و ذوق‌بازی ادبی تلقی کرد؛ ولی باز نباید مانند یک اصل مورد ضرورت و حاجت روزانه (آن‌هم مقدم بر مبارزه و اصلی و لازم‌تر) به حدی خود را بدان مشغول و متوجه ساخت که باعث انصراف از مبارزهٔ اساسی و لازم امروز گردد.
بخش اعظم روشنفکران و شاعران مترقی و فعال جامعهٔ آن روز که سرسپردهٔ سوسیالیزم انقلابی و پیروزمند جوان آن روز شوروی بوده‌اند، رهنمودهای «کبوتر صلح» در گوششان طنینی قدسی داشت. کم بودند شاعرانی چون نیما که با اطمینان به راه خود گام بردارند و مقهور جو حاکم نشوند. اما «کبوتر صلح»، همچون همهٔ سیاست‌بازان و قدرت‌خواهان بازی را بلد بود. او هر قدرت جدی و بی‌خطری که قادر به جذب و نابودکردنش نبود از یاران خود می‌نمایاند. با نیما نیز چنین می‌کرد و نام نیما اعتبار هر نشریه‌ای بود، نمی‌شد تردش کرد.
این‌گونه بود که گروه گروه شاعران، همچون گناهکاران، صمیمانه و رام سر بر آستانهٔ آن‌ها می‌سودند و از گناه اشعار خود طلب مغفرت می‌کردند و سوگند می‌خوردند که من‌بعد اشعار عاشقانه و تغزلی نگویند و تمام نیروی‌شان را در خدمت پیروزی ایدهٔ مورد نظر به‌کار بگیرند. از این جمله بودند شاعران جوانی چون هوشنگ ابتهاج، احمد شاملو و دیگران.
قطعنامه یک بیانیهٔ انتقاد از خود است و استغفار و طلب آمرزش از گناهان اندیشگی گذشته؛ انتقاد از دوران نوجوانی که شاعر در دفاع از هیتلر در زندان متفقین به سر برده بود؛ انتقاد از گذشته و تعهد به جامعه که زین‌پس در خدمت منافع او خواهد بود و بدین سبب است که شاعر نام نخست مجموعه را شعر سفید غفران می‌گذارد. همین مجموعه با همین کیفیت سیاسی است که در ۱۳۳۰ به جرم غیرمردمی بودن و غیرقابل‌فهم‌بودن زبانش برای مردم، از سوی «کبوتر صلح» مردود شناخته شده و کتباً از شاعر جوان خواسته می‌شود که بعدازظهر یکی از همین روزهای هفته به دفتر مجله مراجعه کند.
وقتی هم که کتاب قطعنامهٔ شاملو - که خود انتقادنامه‌ای بر گذشتهٔ شاعر است - منتشر می‌شود، «کبوتر صلح» طی انتقاد مفصلی بر کتاب می‌نویسد:
... بیشتر کسان هستند که قطعنامه و آثار مشابه را با لبخند استهزا، یک‌باره طرد می‌کنند. من در آن گروه نیستم؛ ولی ضمن آن‌که خطوط درخشان آثار شاعر جوان را می‌ستایم، نمی‌توانم با اندیشه‌های تیره و تار و منقلب و مغشوشی که در اشعار خود آورده موافق باشم. برای کلمات اصالت قائل نیستم ولی برای مصادیق خارجی کلمات عینیت قائلم… باید به مصادیق خارجی و پیوند آنان توجه داشت. اگر چنین نکنیم، معانی کلمات مغشوش می‌شود و رشتهٔ تفکر یا تخیل صحیح و منظم پاره می‌گردد. نمی‌توان همهٔ آن‌ها را یک‌باره زیر پا گذاشت و به عنوان شعر نو، آسمان و ریسمان را به هم پیوند داد… البته آثار هنری مانند فرمول‌های ریاضی نیستند، ولی نباید هم احلام و اضغاث کاذب و مجرد را که مطلقاً فاقد مصداق عینی هستند به عنوان شعر نو تحویل مردم داد… درد این دوستان [یعنی مقدمه‌نویس که فریدون رهنما باشد و شاعر] درد زندگی و در عین حال دوری از زندگی‌ست. درد اندیویدوآلیزم و بیگانگی با زبان توده‌هاست. این دوستان عزیز با این جامه‌ای که بر تن کرده‌اند در نظر ملت خود، ملتی که دوستش می‌دارند غریبه‌اند، ملت زبان آن‌ها را نمی‌فهمد و مقصودشان را درک نمی‌کند، آن‌ها را دور از خود و بی‌خبر از دردهای خود می‌شمرد… تصور می‌کنم، دوست شاعر ما، با شعار «هنر برای اجتماع» نه‌تنها مخالفتی نداشته باشد، بلکه موافق هم باشد، اگر چنین است چرا نمی‌خواهد آثاری به وجود آورد که برای اجتماع مفهوم و مفید باشد؟ چرا نمی‌خواهد از ذوق و طبع خود برای برانگیختن شعلهٔ مبارزهٔ مقدس همنوعانش مدد بگیرد.
و همهٔ این‌ها راجع به کتابی است که شاعر آن را سنگ‌بنای اشعار بعدی خود دانسته است؛ کتابی که با یک تعهد سیاسی نوشته شده و هنوز هم از سیاسی‌ترین مجموعه‌های شعر فارسی است. این بدین معنی است که اگر به هر دلیل شاملو مقید و مجبور می‌شد از این شیوهٔ شعر گفتن دست بشوید بخش عظیمی از شعر امروز ایران نیست و نابود شده بود.
در چنین وضعیتی بسیاری از شاعران رمانتیک و حتی غیررمانتیک مؤمن به «اصول پیک صلح» که قادر به صدور اشعار دستوری نیستند زیر بمباران درونی یا اجتماعی این بیانیه‌ها از بین می‌روند و در عوض ناظمان «مقاله‌سرا» یی که بسیاری حتی کوچک‌ترین حساسیت شاعرانه ندارند به درجهٔ ملک‌الشعرایی می‌رسند.
از شاعران مطرح این سال‌ها اسماعیل شاهرودی است. او بی‌استعداد نیست ولی دقیقاً در چارچوب زیباشناسی حزبی خود را محبوس کرده و حتی تخلصش را «آینده» انتخاب کرده است تا با رئالیسم سوسیالیستی مورد نظر نظریه‌پردازان هماهنگ باشد. «کبوتر صلح» در معرفی این مکتب هرگز از یاد نمی‌برد که بنویسد، در رئالیسم سوسیالیستی «خیال نویسنده برای تجسم آیندهٔ روشن و امیدبخش به کار می‌افتد. نویسنده… با اطمینان از آینده سخن می‌گوید.»
«کبوتر صلح» شاعری می‌خواهد که دیکتهٔ خط‌مشی و برنامه‌های کوتاه‌مدت و درازمدت حزبی را، با صدای قوی و محکم در میتینگ‌ها بخواند. شاهرودی شاعر خوبی است ولی بدین اصل باور دارد و چنین می‌کند. او شعر «مناسبتی» می‌نویسد؛ ولی تأسف و درد این‌جاست که «کبوتر صلح» حتی اشعار ساده و دستوری شاهرودی را هم زبادی شاعرانه می‌داند و از او انتقاد می‌کند.
به هر حال، نشریات چپ که از سال ۲۲ به بعد آغازگر و پیشرو شعر مدرن مترقی بودد، با دنباله‌روی از دولت شوروی، از سال‌های ۲۸ و ۲۹ تغییر موضع داده، و با غلتیدن به باورهای غلط زیباشناختی و اشاعهٔ مقالات منظوم به جای شعر نو، بزرگترین لطمه را به سیر طبیعی و بالندهٔ شعر مدرن می‌زنند؛ اگرچه در این سال‌ها اشعار درخشانی از پل الوار، لوئی آراگون، ناظم حکمت، خورخه آمادو، و رژه لیسکو نیز در «کبوتر صلح» چاپ می‌شود، و همین مجله شاعرانی چون محمد زهری، سیاوش کسرایی، احمد شاملو و هوشنگ ابتهاج را به نوگرایان ایران می‌شناساند.

## شعرهای نوی چاپ‌شده در نشریه
«کبوتر صلح» تا شمارهٔ ۱–۴ شعر نوی چاپ نکرد. شعری به‌ظاهر نو به نام «انسان» از شاعری ناشناخته به نام «دریا» در این شماره چاپ شد که چندان درخور اعتنا نبود. نخستین شعر نو قابل توجه «کبوتر صلح»، شعر «شبگیر» هوشنگ ابتهاج بود که در شمارهٔ ۱–۸ شهریور ۱۳۳۰ به چاپ رسید.
دومین شعر که در مهرماه همین سال در این مجله به چاپ می‌رسد «آن‌ها که مرده‌اند» نام دارد که در مرگ شهدای ۲۳ تیر سروده شده و شاعر آن اسماعیل شاهرودی است.
شعر نو بعدی شعری است به نام «بر گور مرد» از محمد زهری که با یاد ۱۴ بهمن سروده شده است. شعر بعدی «شعر نو» از سیاوش کسرایی است این شعر صد مصرع است و در تاریخ ۳۱/۲/۲۷ سروده شده است. سپس «پیوند» شعری از احمد شاملو چاپ می‌شود.
در شمارهٔ ۳ (۲۶) دورهٔ سوم، سال دوم، ۱۵ مرداد ۱۳۳۱ است که شعر «پایان برای آغاز» هوشنگ ابتهاج چاپ می‌شود: دروازه‌های شعرم را/به روی تو بستم/گالی…
«کبوتر صلح» تازه به تسخیر نوپردازان جوان و فعال درآمده است که تعطیل می‌شود. در آخرین شمارهٔ این مجله «اسم شب» از سیاوش کسرایی، «بر سواد سنگفرش راه» از هوشنگ ابتهاج، «از زخم قلب آبایی» از احمد شاملو چاپ می‌شود.

## پی‌نوشت
1. 1 2 3 4 5 6 7 8 9 10 11 12 13 14 15 16 17 18  جواهری گیلانی، محمدتقی (شمس لنگرودی). تاریخ تحلیلی شعر نو - جلد اول: ۱۲۸۴–۱۳۳۲ه‍. ش، [ویرایش دوم]. تهران: نشر مرکز، ۱۳۷۷